# Karl Albrecht (Wirtschaftswissenschaftler)
Karl Albrecht (* 4. August 1902 in Rathenow; † 1976) war ein deutscher Wirtschaftswissenschaftler.

## Leben
Er besuchte das Realgymnasium und die Universitäten in Berlin und Jena. Dort betätigte er sich seit 1920 in der deutsch-völkischen Studentenbewegung. In Jena gründete er die noch heute bestehende Hochschulgilde Trutzburg. Nach seiner Promotion zum Dr. rer. pol. war er zehn Jahre in der optischen Industrie tätig. So verfasste er beispielsweise 1925 die Betriebsgeschichte der Emil Busch A.G. Optische Industrie Rathenow.
Danach wirkte Albrecht in Berlin als Syndikus und als Geschäftsführer der Wirtschaftsgruppe Feinmechanik Optik der Hauptgruppe II der deutschen Wirtschaft und war als Hauptgeschäftsführer der Wigru Feinmechanik und Optik tätig. Von 1943 bis zum Ende des Zweiten Weltkrieges war Karl Albrecht Leiter der Abteilung Außenwirtschaft der Reichsgruppe Industrie und Reichswirtschaftskammer. Er war Mitglied der SA.
Infolge seiner Initiative wurde am 23. März 1944 der Arbeitskreis für Außenwirtschaftsfragen im Saal der  Deutschen Industriebank gegründet, dessen erster Präsident Hans Croon wurde, Geschäftsführer war Friedrich von Poll.
Von 1947 bis 1949 arbeitete Karl Albrecht im Wirtschaftsministerium des Landes Württemberg-Hohenzollern als Leiter der Forschungsstelle für Wirtschaftsaufbau. 1949 wurde er in das neugegründete Bundesministerium für Angelegenheiten des Marshallplanes übernommen, in dem Karl Albrecht bis 1953 Leiter der Hauptabteilung Wirtschaftliche Zusammenarbeit und gleichzeitig Leiter der Abteilung II (Europäisches Wiederaufbauwerk) war. 1953 erfolgte seine Ernennung zum Hauptgeschäftsführer der Industrie- und Handelskammer zu Düsseldorf. Diese Funktion legte er 1967 nieder. Von seiner Aktivität zeugt ferner die Tätigkeit als geschäftsführendes Vorstandsmitglied der C. Rudolf Poensgen-Stiftung zur Förderung des Führungsnachwuchses der Wirtschaft, dessen Mitbegründer er gewesen ist. Er war weiterhin Mitglied des Kuratoriums des Ifo-Instituts für Wirtschaftsforschung München und Mitglied des Verwaltungsrats des Rheinisch-Westfälischen Instituts für Wirtschaftsförderung Essen. Ferner ist seine Tätigkeit als stellvertretender Vorsitzender der Landesgruppe Nordrhein-Westfalen im Rationalisierungskuratorium der Deutschen Wirtschaft, seine Mitgliedschaft im Verwaltungsrat des Freundeskreises der deutschen Auslandsschulen e.V. und sein Vorsitz im Arbeitskreis Auslandsschulen des Deutschen Industrie- und Handelstages anzuführen. 1971 ging er in den Ruhestand.